# Boarmia biserrata
Boarmia biserrata är en fjärilsart som beskrevs av George Francis Hampson 1902. Boarmia biserrata ingår i släktet Boarmia och familjen mätare. Inga underarter finns listade i Catalogue of Life.